# De Lalande (cráter)
De Lalande es un cráter de impacto en el planeta Venus de 21,3 km de diámetro. Lleva el nombre de Marie-Jeanne de Lalande (1768-1832), astrónoma francesa, y su nombre fue aprobado por la Unión Astronómica Internacional en 1991.
El cráter tiene un borde externo pero no tiene ningún pico central, y está muy cerca del volcán Gula Mons.